# Англійська народна визвольна армія
Англійська народна визвольна армія була воєнізованою англійською націоналістичною організацією.
Організація могла виникнути як відлам від Маоїстської робітничої партії Англії. Ідеологія армії закликала до незалежності Англії від «юдео-фашистських» сил.
Відповідно до Словника тероризму, вона була «надзвичайно квола», але «бралася за поодинокі бомбові напади». В 1983 вона взяла на себе відповідальність за поштову бомбу надіслану до штаб-квартири Компанії за ядерне роззброєння.
Берберіз та ін. стверджують, що організація могла мати зв'язки із Республіканською партією Олівера Кромвеля, заснованою в 1977. Ця дрібна партія, очолювана Полом Павловськи, пізніше перейменувана в Республіканську партію Англії, найбільш відома через демонстрацію її лідера проти весілля Чарльза і Діани в 1981 році.